# Békés (županija)
Županija Békés (madžarsko Békés vármegye) je županija na jugu  Madžarske. Upravno središče županije je Békéscsaba.

### Mestna okrožja
- Békéscsaba  (sedež županije)

### Mesta in večji kraji
(po številu prebivalcev)
- Gyula (32.967)
- Orosháza (32.052)
- Békés (21.657)
- Szarvas (18.563)
- Gyomaendrőd (15.523)
- Mezőberény (11.551)
- Sarkad (10.959)
- Szeghalom (10.201)
- Dévaványa (8.986)
- Vésztő (7.656)
- Mezőkovácsháza (7.026)
- Battonya (6.747)
- Tótkomlós (6.638)
- Füzesgyarmat (6.565)
- Mezőhegyes (6.355)
- Csorvás (5.765)
- Elek (5.583)
- Körösladány (5.267)